# Peter Wohlleben

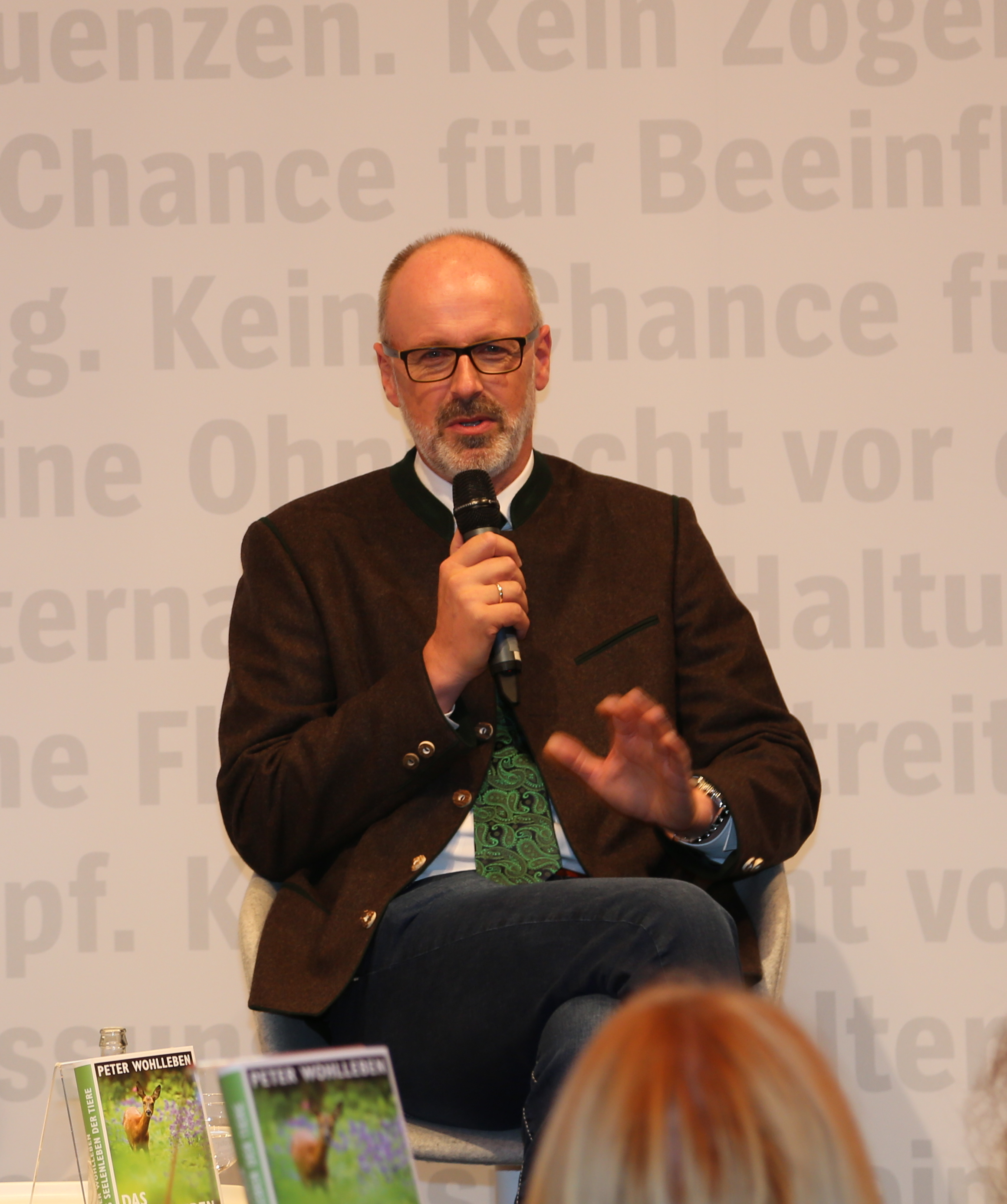
Peter Wohlleben (2016)

Peter Wohlleben (* 3. Juni 1964 in Bonn) ist ein deutscher Förster und Autor. Er setzt sich für eine ökologisch wie ökonomisch nachhaltige Waldwirtschaft ein. Auf weltweites Interesse stieß sein 2015 veröffentlichtes Buch Das geheime Leben der Bäume.

## Leben
Peter Wohlleben verbrachte seine ersten Lebensjahre in der Bonner Weststadt, sein Vater arbeitete im Bundesfinanzministerium. Als Wohlleben fünf Jahre alt war, zog er mit seiner Familie nach Sinzig. Nach dem Abitur am Rhein-Gymnasium 1983 wollte Wohlleben zunächst Biologie studieren. Stattdessen bewarb er sich auf Anraten seiner Mutter bei der Landesforstverwaltung Rheinland-Pfalz, die ihn als Forstinspektor anstellte und eine Ausbildung zum Diplom-Forstingenieur an der heutigen Hochschule für Forstwirtschaft Rottenburg ermöglichte.
Nach der Verbeamtung arbeitete Wohlleben zunächst als Büroleiter eines Forstamtes, ehe er 1991 eine Stelle als Förster der Gemeinde Hümmel erhielt. Im dortigen Forstrevier wurde überwiegend konventionelle Waldwirtschaft betrieben. In den 1990er Jahren trieb die Landesforstverwaltung Rheinland-Pfalz eine ökologische Waldentwicklung voran, was den Verzicht auf Kahlschläge, Monokulturen und andere Methoden bedeutete. Im Zuge dessen begann Wohlleben, den Gemeindewald Hümmel wieder in einen Urwald zu verwandeln. Neben seinem Engagement für die ökologische Waldwirtschaft veranstaltete er unter anderem Wanderungen für Touristen und organisierte Kurse für Schüler. Außerdem führte Wohlleben beispielsweise Survival-Trainings durch. Für kontroverse Debatten sorgte seine Rolle bei der Einführung eines Bestattungswaldes.
Unter Wohllebens Leitung kehrte das Forstrevier Hümmel in die Gewinnzone zurück. Vor dem Hintergrund einer Organisationsreform bei den Landesforsten und der Kritik an klassischen Bewirtschaftungsmethoden kündigte Wohlleben 2006 seine Beamtenstelle und wechselte als Angestellter in den Dienst der Gemeinde. Er forcierte fortan seine Vorstellung eines ökologisch wie ökonomisch vertretbaren Naturschutzes. Nachdem sich die Nachbargemeinden Ohlenhard und Wershofen dem Forstrevier Hümmel angeschlossen hatten, wurde eine zweite Försterin eingestellt.
2007 trat Wohlleben erstmals als Schriftsteller in Erscheinung. Im Laufe der Jahre veröffentlichte er mehrere Sachbücher und entwickelte sich zum Bestseller-Autor. Aufgrund eines Burn-out 2009 und einer Herzerkrankung im Jahr 2016 musste Wohlleben sein Forstrevier aufgeben. Die Belastung als Förster und Schriftsteller war zu groß geworden. Einen Schwerpunkt seiner Tätigkeit bildet seitdem die Anfang 2017 gegründete „Waldakademie Hümmel“, die heute Wohllebens Waldakademie GmbH & Co KG heißt und ihren Sitz in Wershofen hat. Gegenstand des Unternehmens ist unter anderem die Durchführung von Veranstaltungen, Seminaren und Wanderungen, der Verkauf von Lehrmaterialien und Fachliteratur sowie die Bewirtschaftung und Betreuung von Forstbetrieben. Mit Freunden hat Wohlleben im März 2021 die gemeinnützige Stiftung „Wohllebens Wald & Wildnis gGmbH“ gegründet, die gegen illegale Großkahlschläge staatlicher Forstverwaltungen juristisch vorgeht.
Als Natur- und Wanderführer erkundet Peter Wohlleben in der Fernsehserie Der mit dem Wald spricht – Unterwegs mit Peter Wohlleben mit jeweils zwei Prominenten in zweitägigen Exkursionen verschiedene Waldgebiete im Südwesten Deutschlands. Die ersten sechs Folgen sendete der Südwestrundfunk im Herbst 2018. Im Januar 2020 erschien der Dokumentarfilm Das geheime Leben der Bäume, bei dem Jörg Adolph Regie führt.

## Werk
2007 beschäftigte sich Wohlleben in seinem ersten Buch Wald ohne Hüter mit dem Interessenkonflikt zwischen Forstwirtschaft und Jagd. Später erklärte er in einem Interview, Jagd als Hobby abzulehnen und allenfalls zum Schutz der Pflanzen zu akzeptieren. 2008 nahm der Autor in Holzrausch den Boom bei Holzkraftwerken, Pelletheizungen und Hauskaminen unter die Lupe. 2009 kritisierte Wohlleben den Naturschutz ohne Natur, weil seiner Meinung nach viele deutsche Landschaften Kunstprodukte einer intensiven Bewirtschaftung seien. 2010 lieferte er in Der eigene Wald praxisorientierte Hinweise zur ökologisch und ökonomisch optimalen Nutzung privater Wälder.
Im Buch Evolution 2.0 setzt er sich unter anderem mit dem globalen Bevölkerungswachstum und dem Verlust der Artenvielfalt auseinander. 2011 versuchte er mit dem Buch Bäume verstehen, Menschen das Wesen der Bäume näher zu bringen. In Kranichflug und Blumenuhr aus dem Jahr 2012 spürte Wohlleben weitere Naturphänomene auf. 2013 erneuerte er mit Der Wald – ein Nachruf sein Plädoyer für Urwälder und führte sein Konzept in Mein Wald praxisorientiert aus. 2014 versuchte Wohlleben, Die Gefühle der Tiere zu erklären.
Wohllebens populärstes Buch ist das 2015 erschienene Das geheime Leben der Bäume, das 2020 für Kinos verfilmt wurde. Das Buch stand 2015 und 2016 an der Spitze der Bestsellerlisten, auch im Jahr danach gehörte es noch zu den beliebtesten Sachbüchern. Der Autor erzählt darin beispielsweise von Bäumen, die über ihr Wurzelsystem Nährstoffe austauschen oder Duftstoffe aussenden, um sich vor Schädlingen zu warnen. Im selben Jahr schrieb Wohlleben mit seiner Frau Meine kleine Farm, um die Erfahrungen des Ehepaars als Selbstversorger zu schildern. Darüber hinaus gab er in Menschenspuren im Wald (2015) und Wohllebens Waldführer (2016) praktische Tipps für Wanderer und andere Waldbesucher. Außerdem erschien 2016 Das Seelenleben der Tiere. In dem Buch setzt sich Wohlleben mit der Frage auseinander, ob Tiere Gefühle und ein Bewusstsein haben.
2017 erschien Wohllebens Gebrauchsanweisung für den Wald, in deren Zentrum erneut ein behutsamer Umgang des Menschen mit dem Ökosystem Wald steht. Bei Hörst du, wie die Bäume sprechen? handelte es sich um das erste Kinderbuch des Autors. Das geheime Netzwerk der Natur erschien ebenfalls 2017. Wenngleich einzelne Thesen bereits aus anderen Werken bekannt waren, lieferte er hiermit die bisher umfassendste Beschreibung seiner Sicht auf Flora und Fauna ab. Seit 2017 schreibt Wohlleben für die Zeitschrift Zeit Wissen die Kolumne Der Tierfreund. Im Jahr 2020 kritisierte Wohlleben die staatlich subventionierte Abholzung und Räumung abgestorbener Wälder und sagte: „Das Gebot der Stunde heißt: Abwarten und zugucken, was die Natur macht. Dann wachsen überraschend robuste Bäume, ganz ohne Fördergelder übrigens. Der nächste Laubwald kommt kostenlos um die Ecke.“ Nach den Überschwemmungen in West- und Mitteleuropa 2021, die er aus nächster Nähe im Ahrtal, wo auch sein Forsthaus und Revier liegt, mitbekam, machte er darauf aufmerksam, dass die Überschwemmungen nicht so verheerend gewesen wären, wenn es ein anderes Waldmanagement gegeben hätte.
Anlässlich der zunehmenden Waldbrände in Deutschland im Sommer 2022 forderte Wohlleben laut Bericht in Geo mehr alte Baumbestände und das Belassen von Totholz in den Wäldern, da dickes Totholz ihm zufolge ein Wasserspeicher sei: „Wenn die Feuerwehr Totholz als Brandgefahr verteufelt, ist das zu pauschal“.

## Rezeption
Die größte mediale Rezeption erfuhr Wohlleben mit dem Werk Das geheime Leben der Bäume. Wieland Freund lobte es in der Welt als „faszinierendes Buch“ über eine gewaltige Kreatur, die sich bisher vor uns versteckt habe. Jan Heidtmann hob in der Süddeutschen Zeitung hervor, Wohlleben habe „dem Wald die Seele zurückgegeben“. Seine Berichte erinnerten an die Romantik eines Joseph von Eichendorff und entfalteten eine Wirkung wie der Science-Fiction-Film Avatar. Denis Scheck erklärte im Tagesspiegel, dass jeder Leser des Buches den Wald fortan mit anderen Augen sehen werde. Dieser Meinung war auch Sebastian Jutzi in Bild der Wissenschaft. Andrea Wulf bezeichnete das Werk in einem Beitrag für die Washington Post als „erhellend“ und „durch und durch unterhaltsam“, bemängelte aber zugleich „vermenschlichende“ und „niedliche“ Formulierungen. Richard Fortey klassifizierte in Nature das „fesselnde Buch“ als „anregende Naturgeschichte“, die „viele neue wissenschaftliche Erkenntnisse“ enthalte. Er beanstandete jedoch den Erzählstil.
Im Nachwort zur englischsprachigen Ausgabe The Hidden Life of Trees schrieb Suzanne Simard, Professorin für Waldökologie der University of British Columbia, Wohlleben stelle „bahnbrechende Entdeckungen in einer anregenden Erzählung“ dar, sodass „jedes Kapitel ein Aha-Erlebnis“ auslöse. Experten warfen dem Autor jedoch mehrfach vor, „das Thema Wald zu emotionalisieren und Halbwahrheiten zu verbreiten“. So zeigte sich beispielsweise Christian Ammer, Professor für Waldbau und Waldökologie der gemäßigten Zonen an der Georg-August-Universität Göttingen, enttäuscht über die fehlende kritische Auseinandersetzung der Presse mit Wohllebens Thesen. Ammer beanstandete zudem am Geheimen Leben der Bäume, dass es die Grenze zwischen Fakten und Mutmaßungen verwische und weder als Wissenschaft noch als Populärwissenschaft gelten könne. Ulrich Schraml, Professor für Forst- und Umweltpolitik der Albert-Ludwigs-Universität Freiburg, argumentierte in einem Beitrag für das Holz-Zentralblatt, Wohllebens Thesen seien angelehnt an das Anfang der 1970er erschienene Buch The Secret Life of Plants, ohne dies zu erwähnen, und verließen vielfach den gesicherten Stand des forstwissenschaftlichen Wissens. Schraml kritisierte, Wohlleben gleite von der Metapher ins Metaphysische hinüber, mahnte jedoch zugleich die Fachwelt, sich konstruktiv mit ihm auseinanderzusetzen.
In seinem Buch Das wahre Leben der Bäume kritisiert der Autor und Biologe Torben Halbe Wohllebens Buch im Holz-Zentralblatt als umweltschädlich, weil dieser fordere, die Holzproduktion in Deutschland großflächig zurückzufahren. Halbe wirft ihm wissenschaftliche Ignoranz und Respektlosigkeit gegenüber den im Wald Wirtschaftenden sowie Leser-Manipulation vor. Wesentliche Thesen und Argumente Wohllebens versucht Halbe zu widerlegen. Wohlleben zeichne einen fiktiven, „perfekten“ „Bambi-Wald“, womit er sachliche Diskussionen verhindere. In den Medien würde dessen Büchern unkritisch viel Platz eingeräumt. Der „Meinungsjournalismus“ verhindere dabei einen wissenschaftlichen Diskurs. Wohlleben dagegen behauptet, seine Beobachtungen und Erkenntnisse seien mit Quellenmaterial unterfüttert, ohne auf Halbes Argumente einzugehen.
Im Februar 2023 erschien ein wissenschaftlicher Artikel in Nature Ecology & Evolution unter Bezug auf Wohllebens Buch, der einige Thesen über die Kommunikation zwischen Bäumen und den Austausch von Ressourcen bezweifelt und einseitige Zitierungen zu Gunsten positiver Effekte gemeinsamer Mykorrhizen-Netzwerke feststellt. In einem Interview mit Bild bezeichnete Wohlleben diese Veröffentlichung als „unwissenschaftlich“ und als „persönliche Meinung“ der Autoren. Laut Wohlleben hätten diese nicht alle Studien berücksichtigt; so sei „für den Leipziger Auwald gut beschrieben, wie Bäume kommunizieren“. Eine ebenfalls 2023 im Fachblatt Trends in Plant Science erschienene Analyse weist nach, dass zentrale Aussagen von Peter Wohlleben wissenschaftlich nicht haltbar sind.
2024 äußerte sich eine internationale Gruppe von Wissenschaftlern äußerst kritisch zu Wohllebens Büchern. Seine Thesen seien überwiegend unwissenschaftlich, unbelegt und schädlich für einen sachlichen Diskurs. Die von ihm angeführten Studien zum Nährstoffaustausch zwischen Bäumen seien keine ausreichende Begründung für seine These, dass Bäume sich gegenseitig mit Nährstoffen unterstützen. Es gebe keine Belege, dass solch ein Austausch in einem physiologisch relevanten Ausmaß stattfindet. Die Gruppe wirft ihm außerdem eine übertriebene Vermenschlichung von Pflanzen vor.
Wohllebens neuere Werke erfuhren wieder vermehrt positive Resonanz. So schrieb Jens Jessen in der Zeit, Das Seelenleben der Tiere sei „kein Kitsch, sondern das Ergebnis seriöser Forschung und langer Beobachtung“. Im Deutschlandfunk Kultur erklärte Johannes Kaiser, Wohllebens Erkenntnisse seien zwar nicht neu, jedoch lasse einen das Buch „immer wieder staunen“. Denis Scheck erklärte im Tagesspiegel, Wohlleben erweitere „unsere Wahrnehmung von der Welt“. Nach der Veröffentlichung von Das geheime Netzwerk der Natur sprach Michael Pilz in Welt Online von „Romantik im digitalen Zeitalter“.
Sein Sachbuch Das geheime Leben der Bäume von 2015 inspirierte die Popmusikerin Tori Amos zu dem Song Speaking with trees, der sich auf deren Album Ocean to Ocean von 2021 befindet. 2023 erschien Das geheime Leben der Bäume auch als Graphic Novel.

## Publikationen
- Wald ohne Hüter: Im Würgegriff von Jagdinteressen und Forstwirtschaft. Ein Förster erzählt. Adatia Verlag, Sankt Augustin 2007, ISBN 978-3-940461-01-8.
- Holzrausch: Der Bioenergieboom und seine Folgen. Adatia Verlag, Sankt Augustin 2008, ISBN 978-3-940461-03-2.
- Naturschutz ohne Natur: Von den Grenzen der Umweltpolitik. Verlag Wolf Jobst Siedler, Berlin 2009, ISBN 978-3-937989-50-1.
- Der eigene Wald: Privatwald optimal bewirtschaften. Verlag Eugen Ulmer, Stuttgart 2010, ISBN 978-3-8001-5902-4.
- Evolution 2.0: Macht und Ohnmacht des Homo sapiens. Verlag Wolf Jobst Siedler, Berlin 2010, ISBN 978-3-937989-64-8.
- Bäume verstehen: Was uns Bäume erzählen, wie wir sie naturgemäß pflegen. Pala Verlag, Darmstadt 2011, ISBN 978-3-89566-365-9.
- Kranichflug und Blumenuhr: Naturphänomene im Garten beobachten, verstehen und nutzen. Pala Verlag, Darmstadt 2012, ISBN 978-3-89566-384-0.
  - Hörbuch, gelesen von Peter Kaempe. Der Hörverlag, München 2017, ISBN 978-3-8445-2748-3.
- Der Wald – ein Nachruf. Wie der Wald funktioniert, warum wir ihn brauchen und wie wir ihn retten können – ein Förster erklärt. Ludwig Verlag, München 2013, ISBN 978-3-453-28041-0.
  - Taschenbuchausgabe: Der Wald – Eine Entdeckungsreise. Heyne 2016, ISBN 978-3-453-61508-3
- Mein Wald: nachhaltig, sanft, wirtschaftlich. Verlag Eugen Ulmer, Stuttgart 2013, ISBN 978-3-8001-7982-4.
- Die Gefühle der Tiere: Von glücklichen Hühnern, liebenden Ziegen und träumenden Hunden. Ein Plädoyer für Respekt und Achtsamkeit. Pala Verlag, Darmstadt 2014, ISBN 978-3-89566-364-2.
- Das geheime Leben der Bäume: Was sie fühlen, wie sie kommunizieren – die Entdeckung einer verborgenen Welt. Ludwig Verlag, München 2015, ISBN 978-3-453-28067-0. (Platz 1 der Spiegel-Bestsellerliste in den Jahren 2015 bis 2017)
- Meine kleine Farm: Anleitung für Selbstversorger. Verlag Eugen Ulmer, Stuttgart 2015, ISBN 978-3-8001-8394-4 (mit Miriam Wohlleben).
- Menschenspuren im Wald. Ein Waldführer der besonderen Art – erkennen, verstehen, einmischen. Pala Verlag, Darmstadt 2015, ISBN 978-3-89566-352-9.
- Wohllebens Waldführer: Tiere & Pflanzen bestimmen, das Ökosystem entdecken. Verlag Eugen Ulmer, Stuttgart 2016, ISBN 978-3-8001-0321-8.
- Das Seelenleben der Tiere: Liebe, Trauer, Mitgefühl – erstaunliche Einblicke in eine verborgene Welt. Ludwig Verlag, München 2016, ISBN 978-3-453-28082-3. (Platz 1 der Spiegel-Bestsellerliste vom 2. Juli bis zum 26. August 2016)
  - Hörbuch, gelesen von Roman Roth und Peter Wohlleben. Der Hörverlag, München 2016, ISBN 978-3-8445-2477-2.
- Gebrauchsanweisung für den Wald. Piper Verlag, München 2017, ISBN 978-3-492-27684-9.
  - Hörbuch, gelesen von Stephan Schad. Osterworld Audio, Hamburg 2017, ISBN 978-3-86952-346-0.
- Das geheime Netzwerk der Natur: Wie Bäume Wolken machen und Regenwürmer Wildschweine steuern. Ludwig Verlag, München 2017, ISBN 978-3-453-28096-0.
  - Hörbuch, gelesen von Peter Kaempe. Der Hörverlag, München 2017, ISBN 978-3-8445-2798-8.
- Kommst du mit nach draußen?: Eine Entdeckungsreise durch Garten und Stadt.  Verlag Friedrich Oetinger, Hamburg 2021, ISBN 978-3-7891-2133-3.
- Der lange Atem der Bäume: Wie Bäume lernen, mit dem Klimawandel umzugehen – und warum der Wald uns retten wird, wenn wir es zulassen. Ludwig Verlag, München 2021, ISBN 978-3-453-28094-6.
- Wohllebens Welt. GEO-Naturmagazin mit vier Ausgaben pro Jahr, 2019 bis 2023
- mit Carina Wohlleben: Wie schläft der Wald?: Nachhaltig hergestelltes Öko-Pappbilderbuch für die Kleinsten.  Verlag Friedrich Oetinger, Hamburg 2022, ISBN 978-3-7512-0213-8.
- mit Pierre L. Ibisch: Waldwissen. Vom Wald her die Welt verstehen. Ludwig Verlag, München 2023, ISBN 978-3-453-28149-3.
- Unser wildes Erbe: Wie Instinkte uns steuern und was das für unsere Zukunft bedeutet – faszinierende Einsichten für ein Leben im Einklang mit der Natur. Ludwig Verlag, München 2023, ISBN 978-3-453-28163-9.

### Kinderbücher
- Hörst du wie die Bäume sprechen? Eine kleine Entdeckungsreise durch den Wald. Oetinger, Hamburg 2017, ISBN 978-3-7891-0822-8. (ab 6 Jahren)
- mit Stefanie Reich (Illustrationen): Weißt du wo die Baumkinder sind? Oetinger, Hamburg 2018, ISBN 978-3-7891-0960-7. (ab 4 Jahren)
- Weißt du wo die Tiere wohnen? Eine Entdeckungsreise durch Wiese und Wald. Oetinger, Hamburg 2019, ISBN 978-3-7891-0941-6. (ab 6 Jahren)
- mit Carina Wohlleben: Kühle Pfötchen für Piet. Oetinger, Hamburg 2020, ISBN 978-3-7891-2102-9. (ab 2 Jahren)
- mit Carina Wohlleben: Ein Baum für Piet. Mein Jahreszeitenbuch. Oetinger, Hamburg 2021, ISBN 978-3-7512-0049-3. (ab 2 Jahren)
- Kommst du mit nach draußen? Eine Entdeckungsreise durch Garten und Stadt. Oetinger, Hamburg 2021, ISBN 978-3-7891-2133-3. (ab 6 Jahren)
- Zuhause bei den Waldtieren. Oetinger, Hamburg 2022, ISBN 978-3-7512-0216-9. (ab 6 Jahren)
- Tierkinder im Wald. Oetinger, Hamburg 2022, ISBN 978-3-7512-0292-3. (ab 6 Jahren)
- Entdecke die Tiere im Wald. Oetinger, Hamburg 2022, ISBN 978-3-7512-0103-2. (ab 6 Jahren)
- Wie schläft der Wald? Oetinger, Hamburg 2023, ISBN 978-3-7512-0213-8. (ab 2 Jahren)

## Auszeichnungen
- 2016 UmweltMedienpreis 2020 der Deutschen Umwelthilfe in der Kategorie Print[98]
- 2019 Preis der Deutschen Akademie für Fernsehen in der Kategorie Fernsehunterhaltung für die Produktion Der mit dem Wald spricht – unterwegs mit Peter Wohlleben (gemeinsam mit Henning Gode und Bettina Böttinger)
- 2020 Rob Stewart Eco Warrior Award auf dem Vancouver International Film Festival für den Film The Hidden Life of Trees[99]
- Eine in Ruanda neu entdeckte Baumart aus der Familie der Mahagonigewächse, Carapa wohllebenii, wurde nach Peter Wohlleben benannt.[100]